# ジャンサン (クレーター)

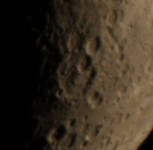
Janssen at center, near the terminator as viewed from Earth

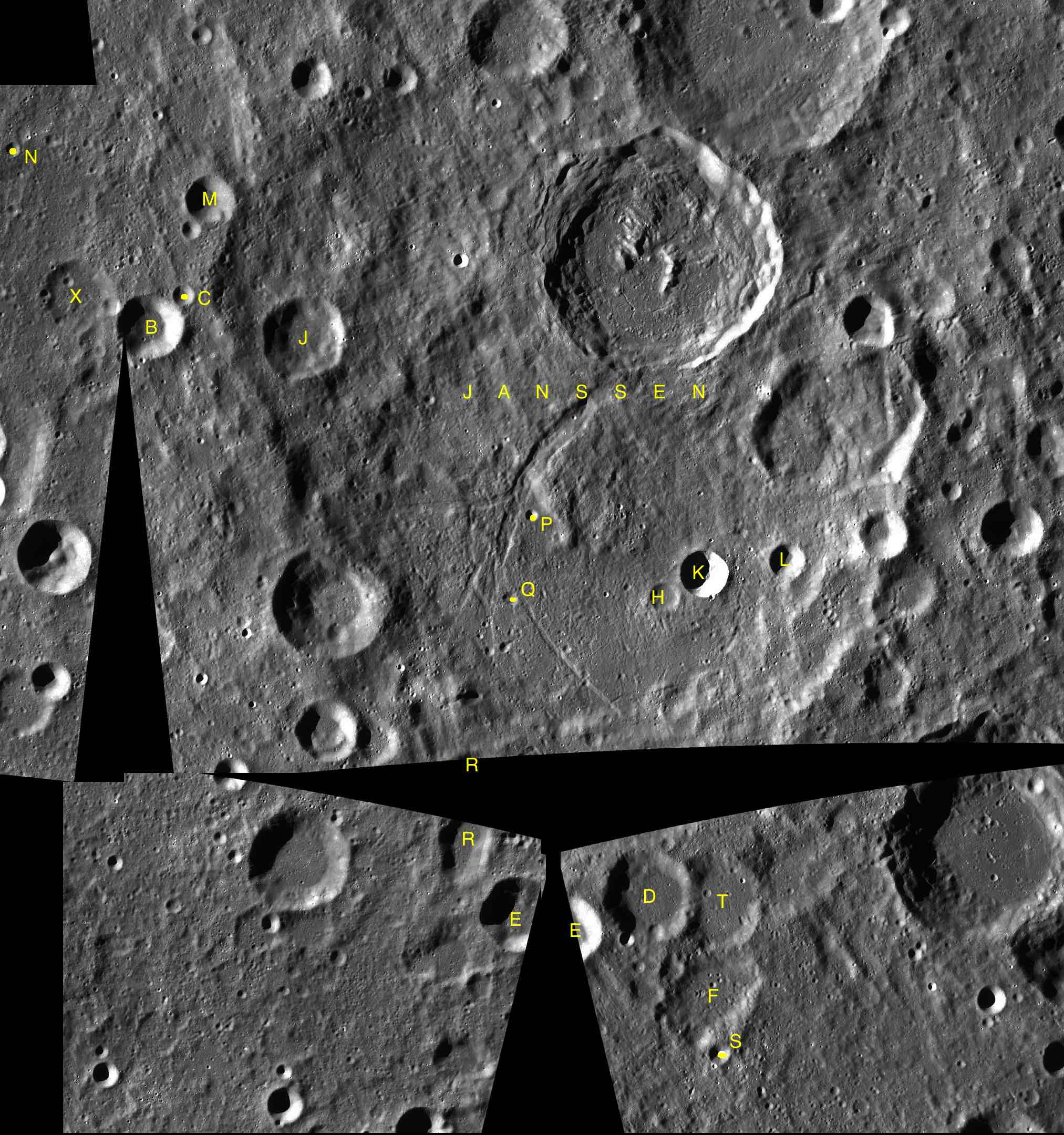
ジャンサンの従属クレーター

ジャンサン(Janssen)は、月の南東端に近い高地にある古代の衝突クレーターである。多くの小さな衝突跡があり、全体の構造はかなり歪んでいる。外壁はいくつかの個所で敗れているが、縁の全体は今でも観察することができる。壁は、険しい月面に独特な六角形を形成し、頂点が若干湾曲している。
フランスの天文学者であるピエール・ジャンサンの名前に因んで名付けられた。
目立つクレーターであるファブリツィウスは、全体が外壁の内側の北東部にある。北東部の縁にはメチウス、北部にはかなり歪んだブレナーが接続している。ジャンサンの南東には、結合したクレーターであるシュタインハイルとワットがある。小さなクレーターのロッキャーは、南西の壁を跨いでいる。伸長のため見た目は近くにあるように見えるが、東の方に離れた位置に大きなレイタ渓谷がある。ジャンサンの南3分の2には、同心円状の大きなクレーターの跡が見え、その壁はファブリツィウスと重なっている。内側の床には、ジャンサン谷と名付けられたリルがある。
リルは、ファブリツィウスの縁から南東のジャンサンの外壁にかけてカーブし、最大140kmに及ぶ。

## 従属クレーター
ジャンサンのごく近くにある小さな無名のクレーターについては、アルファベットを付加することによって識別される。
| ジャンサン | 座標                                                | 直径 |
| ---------- | --------------------------------------------------- | ---- |
| B          | 南緯43度10分 東経34度22分 / 南緯43.17度 東経34.37度 | 21   |
| C          | 南緯42度53分 東経34度55分 / 南緯42.89度 東経34.91度 | 7    |
| D          | 南緯48度39分 東経41度13分 / 南緯48.65度 東経41.22度 | 29   |
| E          | 南緯48度49分 東経39度46分 / 南緯48.82度 東経39.77度 | 24   |
| F          | 南緯49度49分 東経41度55分 / 南緯49.82度 東経41.92度 | 35   |
| H          | 南緯46度26分 東経41度43分 / 南緯46.43度 東経41.71度 | 10   |
| J          | 南緯43度26分 東経36度35分 / 南緯43.44度 東経36.58度 | 27   |
| K          | 南緯46度11分 東経42度19分 / 南緯46.19度 東経42.31度 | 15   |
| L          | 南緯46度05分 東経43度35分 / 南緯46.09度 東経43.58度 | 12   |
| M          | 南緯41度54分 東経35度26分 / 南緯41.90度 東経35.44度 | 16   |
| N          | 南緯41度26分 東経32度07分 / 南緯41.43度 東経32.12度 | 5    |
| P          | 南緯45度30分 東経39度46分 / 南緯45.50度 東経39.76度 | 4    |
| Q          | 南緯46度21分 東経39度22分 / 南緯46.35度 東経39.36度 | 5    |
| R          | 南緯48度17分 東経38度42分 / 南緯48.28度 東経38.70度 | 23   |
| S          | 南緯50度25分 東経41度50分 / 南緯50.42度 東経41.83度 | 7    |
| T          | 南緯48度53分 東経42度19分 / 南緯48.88度 東経42.31度 | 29   |
| X          | 南緯42度56分 東経33度16分 / 南緯42.93度 東経33.27度 | 24   |